# Séries télévisées américaines diffusées durant la saison 2014-2015
| 2013-2014 • | 2014-2015 • | 2015-2016 |

Cet article liste les séries télévisées diffusées en prime time sur les principaux réseaux de télévision aux États-Unis durant la saison 2014-2015.
Ces principaux réseaux sont : ABC, CBS, The CW, la Fox et NBC. PBS n’est pas inclus car les stations locales disposent d’une grande flexibilité quant au choix des programmes et des horaires de diffusion. The CW ne propose pas de programmation nationale pour le week-end.
La programmation concerne les séries diffusées entre septembre 2014 et août 2015.

## Programmation

### Légende
- Les heures données correspondent à l’heure de l'Est et l’heure du Pacifique.
- Les nouvelles séries sont indiquées en gras.
- Le format du programme correspond à la couleur qui lui est attribuée :

Magazine d’informations
Divertissement / Télé-réalité
Sitcom / Comédie musicale / Série d’animation (20-30 minutes)
Drama / Action (40-50 minutes)
Programme sportif en direct
Programme local
Rediffusion

### Lundi
| Réseau | Réseau    | 20 h 00                            | 20 h 30                            | 21 h 00                            | 21 h 30                            | 22 h 00                       | 22 h 30                       |                               |                               |
| ------ | --------- | ---------------------------------- | ---------------------------------- | ---------------------------------- | ---------------------------------- | ----------------------------- | ----------------------------- | ----------------------------- | ----------------------------- |
| ABC    | Automne   | Danse avec les stars               | Danse avec les stars               | Danse avec les stars               | Danse avec les stars               | Castle                        | Castle                        |                               |                               |
| ABC    | Hiver     | Bachelor, le gentleman célibataire | Bachelor, le gentleman célibataire | Bachelor, le gentleman célibataire | Bachelor, le gentleman célibataire | Castle                        | Castle                        |                               |                               |
| ABC    | Printemps | Danse avec les stars               | Danse avec les stars               | Danse avec les stars               | Danse avec les stars               | Castle                        | Castle                        |                               |                               |
| ABC    | Été       | The Bachelorette (en)              | The Bachelorette (en)              | The Bachelorette (en)              | The Bachelorette (en)              | The Whispers                  | The Whispers                  |                               |                               |
| ABC    | Suivi par | Bachelor in Paradise (en)          | Bachelor in Paradise (en)          | Bachelor in Paradise (en)          | Bachelor in Paradise (en)          | The Whispers                  | The Whispers                  |                               |                               |
| CBS    | Automne   | The Big Bang Theory                | Rediffusion                        | Scorpion                           | Scorpion                           | NCIS : Los Angeles            | NCIS : Los Angeles            |                               |                               |
| CBS    | Suivi par | 2 Broke Girls                      | The Millers                        | Scorpion                           | Scorpion                           | NCIS : Los Angeles            | NCIS : Los Angeles            |                               |                               |
| CBS    | Hiver     | 2 Broke Girls                      | Mike and Molly                     | Scorpion                           | Scorpion                           | NCIS : Los Angeles            | NCIS : Los Angeles            |                               |                               |
| CBS    | Printemps | 2 Broke Girls                      | Mike and Molly                     | Stalker                            | Stalker                            | NCIS : Los Angeles            | NCIS : Los Angeles            |                               |                               |
| The CW | Automne   | The Originals                      | The Originals                      | Jane the Virgin                    | Jane the Virgin                    | Programme local               | Programme local               |                               |                               |
| The CW | Été       | Penn & Teller: Fool Us             | Penn & Teller: Fool Us             | Whose Line Is It Anyway? (en)      | Cedric's Barber Battle (en)        | Programme local               | Programme local               |                               |                               |
| The CW | Suivi par | Penn & Teller: Fool Us             | Penn & Teller: Fool Us             | Whose Line Is It Anyway? (en)      | Significant Mother                 | Programme local               | Programme local               |                               |                               |
| Fox    | Automne   | Gotham                             | Gotham                             | Sleepy Hollow                      | Sleepy Hollow                      | Programme local               | Programme local               |                               |                               |
| Fox    | Printemps | Gotham                             | Gotham                             | Following                          | Following                          | Programme local               | Programme local               |                               |                               |
| Fox    | Été       | Tu crois que tu sais danser        | Tu crois que tu sais danser        | Tu crois que tu sais danser        | Tu crois que tu sais danser        | Programme local               | Programme local               |                               |                               |
| NBC    | Automne   | The Voice, la plus belle voix      | The Voice, la plus belle voix      | The Voice, la plus belle voix      | The Voice, la plus belle voix      | The Blacklist                 | The Blacklist                 |                               |                               |
| NBC    | Suivi par | The Voice, la plus belle voix      | The Voice, la plus belle voix      | The Voice, la plus belle voix      | The Voice, la plus belle voix      | State of Affairs              | State of Affairs              |                               |                               |
| NBC    | Hiver     | The Apprentice                     | The Apprentice                     | The Apprentice                     | The Apprentice                     | State of Affairs              | State of Affairs              |                               |                               |
| NBC    | Printemps | The Voice, la plus belle voix      | The Voice, la plus belle voix      | The Voice, la plus belle voix      | The Voice, la plus belle voix      | The Night Shift               | The Night Shift               |                               |                               |
| NBC    | Été       | American Ninja Warrior (en)        | American Ninja Warrior (en)        | American Ninja Warrior (en)        | American Ninja Warrior (en)        | The Island (en)               | The Island (en)               |                               |                               |
| NBC    | Suivi par | American Ninja Warrior (en)        | American Ninja Warrior (en)        | American Ninja Warrior (en)        | American Ninja Warrior (en)        | Running Wild with Bear Grylls | Running Wild with Bear Grylls | Running Wild with Bear Grylls | Running Wild with Bear Grylls |

### Mardi
| Réseau | Réseau    | 20h00                                            | 20h30                                            | 21h00                              | 21h30                              | 22h00                              | 22h30                              |
| ------ | --------- | ------------------------------------------------ | ------------------------------------------------ | ---------------------------------- | ---------------------------------- | ---------------------------------- | ---------------------------------- |
| ABC    | Automne   | Selfie                                           | Manhattan Love Story                             | Marvel : Les Agents du SHIELD      | Marvel : Les Agents du SHIELD      | Forever                            | Forever                            |
| ABC    | Suivi par | Rediffusion                                      | Rediffusion                                      | Marvel : Les Agents du SHIELD      | Marvel : Les Agents du SHIELD      | Forever                            | Forever                            |
| ABC    | Hiver     | Fresh Off the Boat                               | Repeat After Me (en)                             | Agent Carter                       | Agent Carter                       | Forever                            | Forever                            |
| ABC    | Printemps | Fresh Off the Boat                               | Repeat After Me (en)                             | Marvel : Les Agents du SHIELD      | Marvel : Les Agents du SHIELD      | Forever                            | Forever                            |
| ABC    | Suivi par | Danse avec les stars                             | Danse avec les stars                             | Marvel : Les Agents du SHIELD      | Marvel : Les Agents du SHIELD      | Forever                            | Forever                            |
| ABC    | Été       | 500 Questions (en)                               | 500 Questions (en)                               | Relooking extrême, spécial obésité | Relooking extrême, spécial obésité | Relooking extrême, spécial obésité | Relooking extrême, spécial obésité |
| CBS    | Automne   | NCIS : Enquêtes spéciales                        | NCIS : Enquêtes spéciales                        | NCIS : La Nouvelle-Orléans         | NCIS : La Nouvelle-Orléans         | Person of Interest                 | Person of Interest                 |
| CBS    | Été       | NCIS : Enquêtes spéciales                        | NCIS : Enquêtes spéciales                        | Zoo                                | Zoo                                | NCIS : La Nouvelle-Orléans         | NCIS : La Nouvelle-Orléans         |
| The CW | Automne   | The Flash                                        | The Flash                                        | Supernatural                       | Supernatural                       | Programme local                    | Programme local                    |
| The CW | Printemps | The Flash                                        | The Flash                                        | iZombie                            | iZombie                            | Programme local                    | Programme local                    |
| Fox    | Automne   | Utopia (en)                                      | Utopia (en)                                      | New Girl                           | The Mindy Project                  | Programme local                    | Programme local                    |
| Fox    | Suivi par | Rediffusion                                      | Rediffusion                                      | New Girl                           | The Mindy Project                  | Programme local                    | Programme local                    |
| Fox    | Mi-saison | MasterChef Junior (en)                           | MasterChef Junior (en)                           | New Girl                           | The Mindy Project                  | Programme local                    | Programme local                    |
| Fox    | Printemps | Hell's Kitchen                                   | Hell's Kitchen                                   | New Girl                           | Weird Loners                       | Programme local                    | Programme local                    |
| Fox    | Été       | Êtes-vous plus fort qu'un élève de 10 ans ? (en) | Êtes-vous plus fort qu'un élève de 10 ans ? (en) | Hell's Kitchen                     | Hell's Kitchen                     | Programme local                    | Programme local                    |
| Fox    | Suivi par | Êtes-vous plus fort qu'un élève de 10 ans ? (en) | Êtes-vous plus fort qu'un élève de 10 ans ? (en) | Knock Knock Live                   | Knock Knock Live                   | Programme local                    | Programme local                    |
| NBC    | Automne   | The Voice, la plus belle voix                    | The Voice, la plus belle voix                    | Marry Me                           | About a Boy                        | Chicago Fire                       | Chicago Fire                       |
| NBC    | Hiver     | Parks and Recreation                             | Parks and Recreation                             | Marry Me                           | About a Boy                        | Chicago Fire                       | Chicago Fire                       |
| NBC    | Printemps | The Voice, la plus belle voix                    | The Voice, la plus belle voix                    | Undateable                         | One Big Happy                      | Chicago Fire                       | Chicago Fire                       |
| NBC    | Été       | America's Got Talent                             | America's Got Talent                             | America's Got Talent               | America's Got Talent               | I Can Do That (en)                 | I Can Do That (en)                 |
| NBC    | Suivi par | America's Got Talent                             | America's Got Talent                             | America's Got Talent               | America's Got Talent               | Hollywood Game Night               | Hollywood Game Night               |

### Mercredi
| Réseau | Réseau | 20h00                            | 20h30                            | 21h00                    | 21h30                    | 22h00           | 22h30           |
| ------ | ------ | -------------------------------- | -------------------------------- | ------------------------ | ------------------------ | --------------- | --------------- |
| ABC    | ABC    | The Middle                       | The Goldbergs                    | Modern Family            | Black-ish                | Nashville       | Nashville       |
| CBS    | CBS    | Survivor : San Juan del Sur (en) | Survivor : San Juan del Sur (en) | Esprits criminels        | Esprits criminels        | Stalker         | Stalker         |
| The CW | The CW | Arrow                            | Arrow                            | The 100                  | The 100                  | Programme local | Programme local |
| Fox    | Fox    | Hell's Kitchen (en)              | Hell's Kitchen (en)              | Red Band Society         | Red Band Society         | Programme local | Programme local |
| NBC    | NBC    | The Mysteries of Laura           | The Mysteries of Laura           | New York, unité spéciale | New York, unité spéciale | Chicago Police  | Chicago Police  |

### Jeudi
| Réseau | Réseau    | 20h00                           | 20h30                                                             | 21h00                                                             | 21h30                                                             | 22h00                                                             | 22h30                                                             |
| ------ | --------- | ------------------------------- | ----------------------------------------------------------------- | ----------------------------------------------------------------- | ----------------------------------------------------------------- | ----------------------------------------------------------------- | ----------------------------------------------------------------- |
| ABC    | Automne   | Grey's Anatomy                  | Grey's Anatomy                                                    | Scandal                                                           | Scandal                                                           | Murder                                                            | Murder                                                            |
| ABC    | Hiver     | Grey's Anatomy                  | Grey's Anatomy                                                    | Scandal                                                           | Scandal                                                           | Secrets and Lies                                                  | Secrets and Lies                                                  |
| CBS    | Automne   | NFL Thursday Night Kickoff (en) | Thursday Night Football (suivant le calendrier de la compétition) | Thursday Night Football (suivant le calendrier de la compétition) | Thursday Night Football (suivant le calendrier de la compétition) | Thursday Night Football (suivant le calendrier de la compétition) | Thursday Night Football (suivant le calendrier de la compétition) |
| CBS    | Suivi par | The Big Bang Theory             | Mom                                                               | Mon oncle Charlie                                                 | The McCarthys                                                     | Elementary                                                        | Elementary                                                        |
| CBS    | Hiver     | The Big Bang Theory             | The Millers                                                       | Mon oncle Charlie                                                 | The McCarthys                                                     | Elementary                                                        | Elementary                                                        |
| The CW | The CW    | Vampire Diaries                 | Vampire Diaries                                                   | Reign                                                             | Reign                                                             | Programme local                                                   | Programme local                                                   |
| Fox    | Fox       | Bones                           | Bones                                                             | Gracepoint                                                        | Gracepoint                                                        | Programme local                                                   | Programme local                                                   |
| NBC    | Automne   | The Biggest Loser               | The Biggest Loser                                                 | The Biggest Loser                                                 | The Biggest Loser                                                 | Parenthood                                                        | Parenthood                                                        |
| NBC    | Suivi par | The Biggest Loser               | The Biggest Loser                                                 | Bad Judge                                                         | A to Z                                                            | Parenthood                                                        | Parenthood                                                        |
| NBC    | Hiver     | The Biggest Loser               | The Biggest Loser                                                 | The Blacklist                                                     | The Blacklist                                                     | Allegiance                                                        | Allegiance                                                        |

### Vendredi
| Réseau | Réseau    | 20h00                         | 20h30               | 21h00                    | 21h30                    | 22h00           | 22h30           |
| ------ | --------- | ----------------------------- | ------------------- | ------------------------ | ------------------------ | --------------- | --------------- |
| ABC    | ABC       | Last Man Standing             | Cristela            | Shark Tank               | Shark Tank               | 20/20           | 20/20           |
| CBS    | CBS       | The Amazing Race 25           | The Amazing Race 25 | Hawaï 5-0                | Hawaï 5-0                | Blue Bloods     | Blue Bloods     |
| The CW | The CW    | Whose Line Is It Anyway? (en) | Rediffusion         | America's Next Top Model | America's Next Top Model | Programme local | Programme local |
| Fox    | Fox       | Utopia (en)                   | Utopia (en)         | Rediffusion              | Rediffusion              | Programme local | Programme local |
| NBC    | Automne   | Rediffusion                   | Rediffusion         | Dateline NBC             | Dateline NBC             | Dateline NBC    | Dateline NBC    |
| NBC    | Suivi par | Dateline NBC                  | Dateline NBC        | Grimm                    | Grimm                    | Constantine     | Constantine     |

### Samedi
| Réseau | Réseau | 20h00                                                                  | 20h30                                                                  | 21h00                                                                  | 21h30                                                                  | 22h00                                                                  | 22h30                                                                  |
| ------ | ------ | ---------------------------------------------------------------------- | ---------------------------------------------------------------------- | ---------------------------------------------------------------------- | ---------------------------------------------------------------------- | ---------------------------------------------------------------------- | ---------------------------------------------------------------------- |
| ABC    | ABC    | Saturday Night Football (suivant le calendrier de la compétition)      | Saturday Night Football (suivant le calendrier de la compétition)      | Saturday Night Football (suivant le calendrier de la compétition)      | Saturday Night Football (suivant le calendrier de la compétition)      | Saturday Night Football (suivant le calendrier de la compétition)      | Saturday Night Football (suivant le calendrier de la compétition)      |
| CBS    | CBS    | Crimetime Saturday (en)                                                | Crimetime Saturday (en)                                                | Crimetime Saturday (en)                                                | Crimetime Saturday (en)                                                | 48 Hours                                                               | 48 Hours                                                               |
| Fox    | Fox    | College Football on Fox (en) (suivant le calendrier de la compétition) | College Football on Fox (en) (suivant le calendrier de la compétition) | College Football on Fox (en) (suivant le calendrier de la compétition) | College Football on Fox (en) (suivant le calendrier de la compétition) | College Football on Fox (en) (suivant le calendrier de la compétition) | College Football on Fox (en) (suivant le calendrier de la compétition) |
| NBC    | NBC    | Rediffusion                                                            | Rediffusion                                                            | Rediffusion                                                            | Rediffusion                                                            | The Best of Saturday Night Live                                        | The Best of Saturday Night Live                                        |

### Dimanche
| Réseau | Réseau    | 19h00                          | 19h30                          | 20h00                          | 20h00                                                                    | 20h30                                                                    | 21h00                                                                    | 21h30                                                                    | 22h00                                                                    | 22h30                                                                    |
| ------ | --------- | ------------------------------ | ------------------------------ | ------------------------------ | ------------------------------------------------------------------------ | ------------------------------------------------------------------------ | ------------------------------------------------------------------------ | ------------------------------------------------------------------------ | ------------------------------------------------------------------------ | ------------------------------------------------------------------------ |
| ABC    | Automne   | America's Funniest Home Videos | America's Funniest Home Videos | Once Upon a Time               | Once Upon a Time                                                         | Once Upon a Time                                                         | Resurrection                                                             | Resurrection                                                             | Revenge                                                                  | Revenge                                                                  |
| ABC    | Hiver     | America's Funniest Home Videos | America's Funniest Home Videos | Galavant                       | Galavant                                                                 | Galavant                                                                 | Resurrection                                                             | Resurrection                                                             | Revenge                                                                  | Revenge                                                                  |
| ABC    | Printemps | America's Funniest Home Videos | America's Funniest Home Videos | Once Upon a Time               | Once Upon a Time                                                         | Once Upon a Time                                                         | American Crime                                                           | American Crime                                                           | Revenge                                                                  | Revenge                                                                  |
| CBS    | Automne   | 60 Minutes                     | 60 Minutes                     | Madam Secretary                | Madam Secretary                                                          | Madam Secretary                                                          | The Good Wife                                                            | The Good Wife                                                            | Les Experts                                                              | Les Experts                                                              |
| CBS    | Hiver     | 60 Minutes                     | 60 Minutes                     | Madam Secretary                | Madam Secretary                                                          | Madam Secretary                                                          | The Good Wife                                                            | The Good Wife                                                            | CSI: Cyber                                                               | CSI: Cyber                                                               |
| Fox    | Fox       | NFL on Fox (en)                | Bob's Burgers                  | Les Simpson                    | Les Simpson                                                              | Brooklyn Nine-Nine                                                       | Les Griffin                                                              | Mulaney                                                                  | Programme local                                                          | Programme local                                                          |
| NBC    | NBC       | Football Night in America (en) | Football Night in America (en) | Football Night in America (en) | NBC Sunday Night Football (en) (suivant le calendrier de la compétition) | NBC Sunday Night Football (en) (suivant le calendrier de la compétition) | NBC Sunday Night Football (en) (suivant le calendrier de la compétition) | NBC Sunday Night Football (en) (suivant le calendrier de la compétition) | NBC Sunday Night Football (en) (suivant le calendrier de la compétition) | NBC Sunday Night Football (en) (suivant le calendrier de la compétition) |

## Liste des séries par réseau de télévision

### ABC
| Séries renouvelées : - 20/20 (35e saison) - Marvel : Les Agents du SHIELD (2e saison) - America's Funniest Home Videos (25e saison) - The Bachelor (19e saison) - Castle (7e saison) - Dancing with the Stars (19e saison) - The Goldbergs (2e saison) - Grey's Anatomy (11e saison) - Last Man Standing (4e saison) - The Middle (6e saison) - Mistresses (3e saison) - Modern Family (6e saison) - Nashville (3e saison) - Once Upon a Time (4e saison) - Resurrection (2e saison) - Revenge (4e saison) - Scandal (4e saison) - Shark Tank (6e saison) - The Taste (en) (3e saison) - Wipeout (8e saison) | Nouvelles séries : - Agent Carter - American Crime - The Astronaut Wives Club - Black-ish - Cristela - Forever - Fresh Off the Boat - Galavant - Manhattan Love Story - Members Only (en) (annulé) - Murder - Secrets and Lies - Selfie - The Whispers | Séries non renouvelées : - The Assets (1 saison) - Back in the Game (1 saison) - Betrayal (1 saison) - Black Box (1 saison) - Killer Women (1 saison) - Lucky 7 (1 saison) - Mind Games (1 saison) - Mixology (1 saison) - The Neighbors (2 saisons) - Once Upon a Time in Wonderland (1 saison) - Suburgatory (3 saisons) - Super Fun Night (1 saison) - Trophy Wife (1 saison) |

### CBS
| Séries/émissions renouvelées : - 2 Broke Girls (4e saison) - 48 Hours (27e saison) - 60 Minutes (47e saison) - The Amazing Race (25e saison) - The Big Bang Theory (8e saison) - Blue Bloods (5e saison) - Esprits criminels (10e saison) - Les Experts (15e saison) - Elementary (3e saison) - The Good Wife (6e saison) - Hawaï 5-0 (5e saison) - Mentalist (7e saison) - Mike & Molly (5e saison) - The Millers (2e saison) - Mom (2e saison) - NCIS : Enquêtes spéciales (12e saison) - NCIS : Los Angeles (6e saison) - Person of Interest (4e saison) - Survivor: San Juan del Sur (en) (29e saison) - Thursday Night Football (auparavant sur NFL Network) (9e saison) - Mon oncle Charlie (12e et dernière saison) - Under the Dome (3e saison) - Undercover Boss (6e saison) | Nouvelles séries : - Battle Creek - Les Experts : Cyber - The McCarthys - Madam Secretary - NCIS : Nouvelle-Orléans - The Odd Couple - Scorpion - Stalker - Zoo | Séries non renouvelées : - Bad Teacher (1 saison) - The Crazy Ones (1 saison) - Friends with Better Lives (1 saison) - How I Met Your Mother (9 saisons) - Hostages (1 saison) - Intelligence (1 saison) - Reckless (1 saison) - Unforgettable (3 saisons) - We Are Men (1 saison) |

### The CW
| Séries renouvelées : - The 100 (2e saison) - America's Next Top Model (21e saison) - Arrow (3e saison) - Beauty & the Beast (3e saison) - Hart of Dixie (4e saison) - The Originals (2e saison) - Reign (2e saison) - Supernatural (10e saison) - Vampire Diaries (6e saison) - Whose Line Is It Anyway? (en) (11e saison) | Nouvelles séries : - The Flash - iZombie - Jane the Virgin - The Messengers | Séries non renouvelées : - Backpackers (en) (1 saison) - The Carrie Diaries (2 saisons) - Famous in 12 (1 saison) - Nikita (4 saisons) - Seed (2 saisons) - Star-Crossed (1 saison) - The Tomorrow People (1 saison) |

### Fox
| Séries renouvelées : - American Idol (14e saison) - Bob's Burgers (5e saison) - Bones (10e saison) - Brooklyn Nine-Nine (2e saison) - Les Griffin (13e saison) - Following (3e saison) - Fox College Football (en) (3e saison) - Glee (6e et dernière saison) - Hell's Kitchen (en) (13e saison) - MasterChef Junior (en) (2e saison) - The Mindy Project (3e saison) - New Girl (4e saison) - Les Simpson (26e saison) - Sleepy Hollow (2e saison) | Nouvelles séries : - Backstrom - Bordertown - Empire - Gotham - Gracepoint - The Last Man on Earth - Mulaney - Red Band Society - Utopia (en) - Wayward Pines - Weird Loners | Séries non renouvelées : - Almost Human (1 saison) - American Dad! (dorénavant sur TBS) - Dads (1 saison) - Enlisted (1 saison) - Gang Related (1 saison) - I Wanna Marry "Harry" (en) (1 saison) - Kitchen Nightmares (7 saisons) - Raising Hope (4 saisons) - Rake (1 saison) - Riot (en) ou « Mardi tout est permis » (1 saison) - Surviving Jack (1 saison) - X Factor (3 saisons) |

### NBC
| Séries renouvelées : - About a Boy (2e saison) - American Ninja Warrior (en) (7e saison) - America's Got Talent (10e saison) - The Apprentice (11e saison) - The Biggest Loser (16e saison) - The Blacklist (2e saison) - Chicago Fire (3e saison) - Chicago Police (2e saison) - Football Night in America (en) (9e saison) - Grimm (4e saison) - Hannibal (3e saison) - Hollywood Game Night (3e saison) - New York, unité spéciale (16e saison) - Last Comic Standing (en) (9e saison) - NBC Sunday Night Football (en) (9e saison) - The Night Shift (2e saison) - Parenthood (6e saison) - Parks and Recreation (7e saison) - The Sing-Off (5e saison) - Undateable (2e saison) - The Voice (8e saison) - Welcome to Sweden (2e saison) | Nouvelles séries : - A.D. The Bible Continues (en) - A to Z - Allegiance - American Odyssey - Aquarius - Bad Judge - The Carmichael Show - Caught on Camera with Nick Cannon (en) - Constantine - I Can Do That (en) - The Island - Mr. Robinson (en) - Marry Me - The Mysteries of Laura - One Big Happy - The Slap - State of Affairs | Séries non renouvelées : - Believe (1 saison) - Community (dorénavant sur Yahoo Screen) - Crisis (1 saison) - Crossbones (1 saison) - Dracula (1 saison) - Growing Up Fisher (1 saison) - Ironside (1 saison) - The Michael J. Fox Show (1 saison) - Revolution (2 saisons) - Sean Saves the World (1 saison) - Welcome to the Family (1 saison) - Working the Engels (1 saison) |

## Source
- (en) Cet article est partiellement ou en totalité issu de l’article de Wikipédia en anglais intitulé « 2014–15 United States network television schedule » (voir la liste des auteurs).